# Лепехов, Николай Иванович
Николай Иванович Лепехов (25 декабря 1918, Жиливо, Городской округ Озёры — 24 сентября 1986, Калининград, Московская область) — командир расчета орудия 177-го отдельного истребительно-противотанкового дивизиона 167-й стрелковой дивизии 1-й гвардейской армии 1-го Украинского фронта; 4-го Украинского фронта, старшина.

## Биография
Родился 25 декабря 1918 года в селе Жилево Озерского района Московской области. Окончил 5 классов, школу ФЗУ. Работал на заводе в городе Коломна Московской области.
В Красной Армии с 1938 года. Участник советско-финляндской войны 1939-40 годов.
В боях Великой Отечественной войны с июня 1941 года. Сражался на 1-м и 4-м Украинских фронтах.
Командир расчета орудия 177-го отдельного истребительно-противотанкового дивизиона старшина Николай Лепехов 19 июля 1944 года в районе села Глинна Козовского района Тернопольской области, действуя в боевых порядках пехоты, подбил танк, истребил свыше десяти солдат противника, способствовал отражению контратак врага. За мужество и отвагу, проявленные в боях, старшина Лепехов Николай Иванович 27 июля 1944 года награждён орденом Славы 3-й степени.
В августе 1944 года у села Вороблевичи точным огнём уничтожил свыше отделения пехоты. В бою за город Дрогобыч Львовской области Украины переправился через реку Тысменица, вывел из строя пулемет и свыше десяти противников. За мужество и отвагу, проявленные в боях, старшина Лепехов Николай Иванович 10 сентября 1944 года награждён орденом Славы 2-й степени.
29 апреля 1945 года в бою в районе города Моравска-Острава у села Петржиковице при отражении вражеской контратаки старшина Николай Лепехов в том же составе уничтожил четыре пулемета, много пехотинцев, подавил огонь противотанкового орудия.
Указом Президиума Верховного Совета СССР от 15 мая 1946 года за образцовое выполнение заданий командования в боях с немецко-вражескими захватчиками старшина Лепехов Николай Иванович награждён орденом Славы 1-й степени, став полным кавалером ордена Славы.
В 1945 году Н. И. Лепехов демобилизован из Вооружённых Сил СССР. Работал слесарем-испытателем в городе Калининград Московской области. Скончался 24 сентября 1986 года. Похоронен на Невзоровском кладбище (уч. № 35) Пушкинского района Московской области.

## Награды
Награждён орденом Отечественной войны 1-й степени, орденами Славы 1-й, 2-й и 3-й степени, медалями.